# Vivien Marx
Vivien Marx (* in New York, NY) ist eine deutsch-US-amerikanische Wissenschaftsjournalistin.

## Leben
Vivien Marx studierte in den USA Biologie und Informatik und zog anschließend nach Deutschland. Ihre ersten populärwissenschaftlichen Arbeiten hat sie Anfang der 1990er-Jahre unter anderem für das hr2-Computermagazin Chippie verfasst. Neben dem Hörfunk (hr, NDR, Deutschlandfunk) schrieb sie auch für Printmedien (u. a. FAZ, Der Spiegel) und arbeitete als Redakteurin für ZDF/arte.
Nach ihrer Übersiedelung von Frankfurt am Main nach New York arbeitete sie überwiegend für englischsprachige Medien wie  Newsweek / The Daily Beast, New Scientist, The Lancet, Nature und Science. Seit 2012 ist sie feste freie Mitarbeiterin bei Nature Methods und dort als Technologie-Redakteurin tätig.
2010 bis 2011 war Vivien Marx ein Robert Wood Johnson Foundation Fellow an der Columbia University Graduate School of Journalism, wo sie einen Masterabschluss erlangte.

## Schriften
- Das Samenbuch. Alles über Spermien, Sex und Fruchtbarkeit. Frankfurt am Main: Fischer-Taschenbuch-Verl., 1999.

## Auszeichnungen
- William Vinal Zoology Award
- Wissenschaftsjournalismus-Preis der RWTH Aachen
- Georg von Holtzbrinck Preis für Wissenschaftsjournalismus (1997)